# 8001 Рамсден
8001 Рамсден (8001 Ramsden) — астероїд головного поясу, відкритий 4 жовтня 1986 року.
Тіссеранів параметр щодо Юпітера — 3,190.
Назва на честь Джессі Рамсдена — англійського механіка і оптика